# Kitat al-Bulajl
Kitat al-Bulajl – wieś w Syrii, w muhafazie Dajr az-Zaur. W 2004 roku liczyła 11 688 mieszkańców.